# سيرغي بتروف
سيرغي بتروف (22 سبتمبر 1974 في روسيا - ) هو لاعب كرة قدم روسي في مركز حراسة المرمى.

## وصلات خارجية
- سيرغي بتروف على موقع قاعدة بيانات كرة القدم.إي يو (الإنجليزية)